# Psilochorema spiniharpax
Psilochorema spiniharpax là một loài Trichoptera trong họ Hydrobiosidae. Chúng phân bố ở miền Australasia.